# Eomys quercyi
Eomys quercyi, auch Stöffel- oder Enspelmaus genannt, ist eine ausgestorbene Nagetierart aus Europa. Es handelte sich dabei um gleitflugfähige mäuseähnliche Tiere. 
Zum Gleiten verwendeten sie dünne Flughäute, die sich von den vorderen bis zu den hinteren Gliedmaßen auf beiden Seiten des Körpers erstreckten. Eine weitere Flughaut erstreckte sich zwischen den vorderen Gliedmaßen. Mit ihrem langen Schwanz konnten die Tiere ihren Flug steuern. 
Ihr deutscher Name leitet sich vom Fundort, einem Steinbruch am Berg Stöffel bei Stockum-Püschen im Westerwald, her. Nächstgelegener Ort ist Enspel.
Eomys quercyi wird in die ausgestorbene Gruppe der Eomyidae eingeordnet, einer zu den Taschennagern zählenden Nagetiergruppe. Die Eomyidae waren vom Eozän bis ins Pliozän in Nordamerika und Eurasien verbreitet, sind aber außer dieser Art weitgehend nur durch Zahnfunde belegt. Die Art lebte vor etwa 25 Millionen Jahren.